# Suitas
In diritto penale, la suitas (parola latina, pron. sùitas) è la condizione nella quale la condotta di un soggetto è pienamente sua (di qui la suità) nel senso che gli appartiene per coscienza di ciò che sta facendo e volontà di farlo.

## Dottrina
La ragione per la quale in dottrina si è isolato un simile concetto risiede nel fatto che in molti ordinamenti, in particolare in quelli di diritto latino, l'azione che ricade in una fattispecie preveduta come reato, per poter essere ascritta all'agente, deve ricadere nell'ambito del suo dominio finalistico ("coscienza e volontà", art. 42, co. 1, c.p.).
Nella dottrina tradizionale, come ad esempio nell'Antolisei, la suitas è dunque l'elemento psicologico del reato, il nesso psichico con il quale la condotta si lega a colui che la agisce, mentre per le dottrine unitaristiche fa parte dell'elemento materiale del reato. Vi sono però autori che sottolineano come la suitas sia in realtà punto di congiunzione fra la tipicità soggettiva e quella oggettiva del fatto osservato poiché, insieme al nesso di causalità (per i reati cosiddetti di evento) contribuisce all'ascrizione del fatto ad un dato soggetto come suo proprio.
La limitazione della suitas, nella teoria classica, al solo elemento psicologico connotato da effettività, è superata nelle concezioni correntemente più diffuse da un'inclusione all'interno dello schema di coscienza e volontà anche di quelle ipotesi non più limitate a dolo e colpa cosciente, bensì comprendenti anche la colpa incosciente quando sussista un nesso di potenzialità per il quale si applica un giudizio di dominabilità ipotetica della condotta. Sono dunque pienamente attribuibili (in senso penale) al soggetto che le compie, ravvisandosene la suitas, anche quelle azioni che pur non essendo frutto di un impulso cosciente della volontà, egli avrebbe potuto dominare con uno sforzo della volontà; così, se nel dolo e nella colpa cosciente si ha esplicita contezza di un impulso naturalisticamente evidente di reale cosciente volontarietà, nella colpa incosciente, così come nell'omissione da dimenticanza, si può ravvisare una potenzialità di coscienza e volontà che non sono state naturalisticamente esercitate da impulsi inibitori non utilizzati.
Così oggi si ritiene siano coscienti e volontarie tutte quelle condotte attribuibili alla volontà del soggetto, essendo tali anche quelle che con uno sforzo del volere potevano essere impedite, definite quali condotte potenzialmente coscienti e volontarie.
Ciò che rileva alla distinzione è dunque la concreta impedibilità della condotta o dell'azione.
Se l'azione non è impedibile, non sarà attribuibile al soggetto.
Se è impedibile, bisognerà distinguere se si tratti di condotta realmente cosciente e volontaria o potenzialmente cosciente e volontaria.
Questi due modi di atteggiarsi della suitas rispondono alla differenza di condotte fra reato doloso e reato colposo.
Sicché la suitas, quale concetto normativo si atteggia diversamente a seconda che le condotte siano state potenzialmente (ad esempio normativamente) oppure realmente (naturalisticamente) coscienti e volontarie.
Una menzione particolare meritano gli atti cosiddetti automatici ed abituali. Questi ultimi, pur privi di una coscienza vigile e di una volontà consapevole, sono sorretti da suitas dato che su di essi è possibile esercitare il controllo della coscienza e della volontà da parte del soggetto agente.

## Ordinamento italiano
Nel diritto penale italiano l'appartenenza di una condotta all'agente che la esplica si ricava a norma dell'art. 42, I comma, del codice penale, il quale dispone che «nessuno può essere punito per un'azione od omissione se non l'ha commessa con coscienza e volontà».